# Kukle (Svitavyi járás)
Kukle település Csehországban, a Svitavyi járásban. Kukle Javorník, Čistá, Svitavy, Opatovec és Mikuleč településekkel határos. Lakosainak száma 90 fő (2024. január 1.).

## Népesség
A település lakosságának változását az alábbi diagram mutatja:
| Lakosok száma | 127  | 136  | 113  | 60   | 60   | 67   | 79   | 82   | 73   | 90   |
|               | 1869 | 1900 | 1921 | 1961 | 1980 | 2011 | 2016 | 2019 | 2021 | 2024 |